# Inizio di primavera
Inizio di primavera (早春, Sōshun) è un film del 1956, diretto da Yasujirō Ozu, che con i suoi 144 minuti di durata (nel metraggio originale) è il più lungo tra tutti i film del regista giapponese.

## Trama
Shoji Sugiyama è un impiegato che lavora a Tokyo ed è sposato con Masako. La coppia ha perso l'unico figlio l'anno precedente, per via di una malattia.
Durante una gita con i colleghi d'ufficio, Shoji conosce la segretaria Kaneko con cui trascorre del tempo. Nei giorni seguenti, Kaneko comincia a fare delle avances a Shoji che, dopo una iniziale ritrosia, accetta e così i due intrecciano una relazione clandestina. Masako sospetta che il marito abbia un'amante e decide di non farne parola con lui, tuttavia è sempre più infastidita dai suoi comportamenti e comincia a non fidarsi più.
Anche gli amici iniziano a sospettare che ci sia qualcosa tra Shoji e Kaneko, e cercano di convincere la donna a lasciare perdere, senza successo. Durante la sera Kaneko va a trovare a casa Shoji e causa la rottura tra lui e Masako, che decide di lasciare il marito e tornare a vivere con sua madre.
Shoji, pentito del suo comportamento, accetta il trasferimento che gli era stato proposto dall'azienda nella piccola cittadina di Mitsuishi, nella prefettura di Okayama, lasciando Kaneko che è molto arrabbiata. 
Masako decide infine di raggiungere Shoji a Mitsuishi. I due si riappacificano e provano a ricominciare da capo, preparandosi a vivere lì per tre anni.